# Trolejbusy w Mariupolu

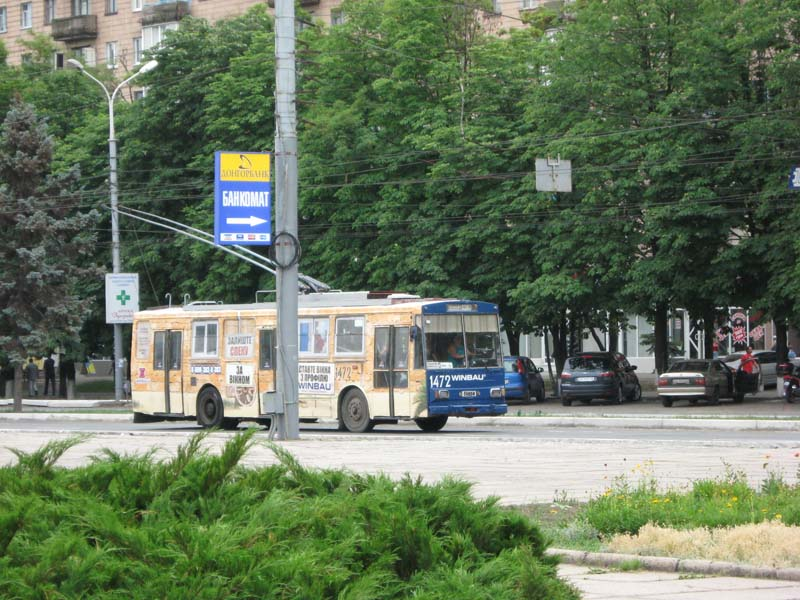
Trolejbus Škoda 14Tr

Trolejbusy w Mariupolu − system komunikacji trolejbusowej działający w Mariupolu.

## Historia
Trolejbusy w Mariupolu uruchomiono 21 kwietnia 1970 na trasie площадь Освобождения – депо-4. W kolejnych latach sieć trolejbusową rozbudowywano. Trolejbusy zastąpiły na kilku trasach tramwaje. W 1994 zostały zlikwidowane linie 3, 7 i 14, a linie 12 i 15 zostały przedłużone. W mieście działa jedna zajezdnia trolejbusowa oznaczona nr 4.

## Linie
W Mariupolu działa 12 linii trolejbusowych:
- 1: пл. Освобождения — посёлок Кировка
- 2: Азовсталь — Торговый Флот Донбасса
- 4: Драмтеатр — Торговый Флот Донбасса
- 5: Автостанция № 2 — Ж.-д. вокзал
- 6: Автостанция № 2 — Азовсталь
- 8: 17-й микрорайон — Торговый Флот Донбасса
- 9: Автостанция № 2 — Автовокзал
- 10: Торговый Флот Донбасса — Ж.-д. вокзал
- 11: пл. Освобождения — ул. 60 лет СССР
- 12: Автостанция № 2 — Ильичёвский рынок
- 13: ул. Морских Десантников — Ильичёвский рынок
- 15: 17-й микрорайон — ул. Таганрогская

## Tabor
Początkowo do obsługi pierwszej linii posiadano 5 trolejbusów MTB-82. W 1971 posiadano 84 trolejbusy Škoda 9Tr. W 1983 otrzymano pierwsze trolejbusy Škoda 14Tr. Po upadku ZSRR rozpoczęto kupować trolejbusy ZiU-10. We wrześniu 1993 zakupiono dwa trolejbusy YMZ T1. Pod koniec 1994 i na początku 1995 otrzymano 10 trolejbusów YMZ T2. W 2005 zakupiono 2 trolejbusy YMZ T2, a w 2006 5 trolejbusów ZiU-9 (ZiU-682G-016.2). W 2008 zakupiono 4 trolejbusy YMZ T2. Zakupione 5 trolejbusów ZiU-9 w 2006 początkowo eksploatowała prywatna firma Азовпасстранс, które w 2007 przejął miejski operator ТТУ. Obecnie w Mariupolu jest 70 trolejbusów:
- ZiU-9 (3 podtypy) − 33 trolejbusy
- Škoda 14Tr (5 podtypów) − 14 trolejbusów
- YMZ T2 − 18 trolejbusów
- ZiU-10 − 2 trolejbusy (przegubowy)
- ZiU-6205 − 2 trolejbusy (przegubowy)
- YMZ T1 − 1 trolejbus (przegubowy)